# Kapturnik (ptak)
Kapturnik (Lophodytes cucullatus) – gatunek średniej wielkości ptaka z rodziny kaczkowatych (Anatidae), zamieszkujący Amerykę Północną. Nie jest zagrożony.

## Systematyka
Gatunek ten po raz pierwszy zgodnie z zasadami nazewnictwa binominalnego opisał w 1758 roku Karol Linneusz w 10. edycji Systema Naturae, którą uważa się za początek nomenklatury zoologicznej. Autor nadał gatunkowi nazwę Mergus cucullatus i podał, że zamieszkuje Amerykę. Ponieważ Linneusz oparł swój opis o wcześniejszą publikację Marka Catesby’ego, uściślono, że miejscem typowym były wymienione przez tegoż autora stany Wirginia i Karolina.
Kapturnik to jedyny przedstawiciel rodzaju Lophodytes. Nie wyróżnia się podgatunków.

## Występowanie
Alaska do północno-zachodnich USA, południowo-wschodnia Kanada do południowo-wschodnich USA.
Sporadycznie pojawia się w Polsce (do 2019 odnotowano 12 stwierdzeń), ze względu jednak na to, że nie ma pewności, czy były to pojawy naturalne, gatunkowi temu nadano kategorię D w klasyfikacji AERC i nie jest on zaliczany do krajowej awifauny.

## Morfologia
Długość ciała 41–48 cm, rozpiętość skrzydeł 61–66 cm, masa ciała 453–879 g. Cienki dziób, czubek na głowie. Samiec – głowa czarna, z białą plamą, która ciągnie się od oka do czarnego czubka. Pierś biała, oddzielona od boków koloru rdzawego dwoma czarnymi pasami. Ogony długie u obu płci. Samica – brązowoszara, rdzawopomarańczowy czubek na głowie. W upierzeniu spoczynkowym samiec przypomina samicę. W locie na skrzydłach samca widać duże, białe plamy. U samicy mniejsze.

## Ekologia

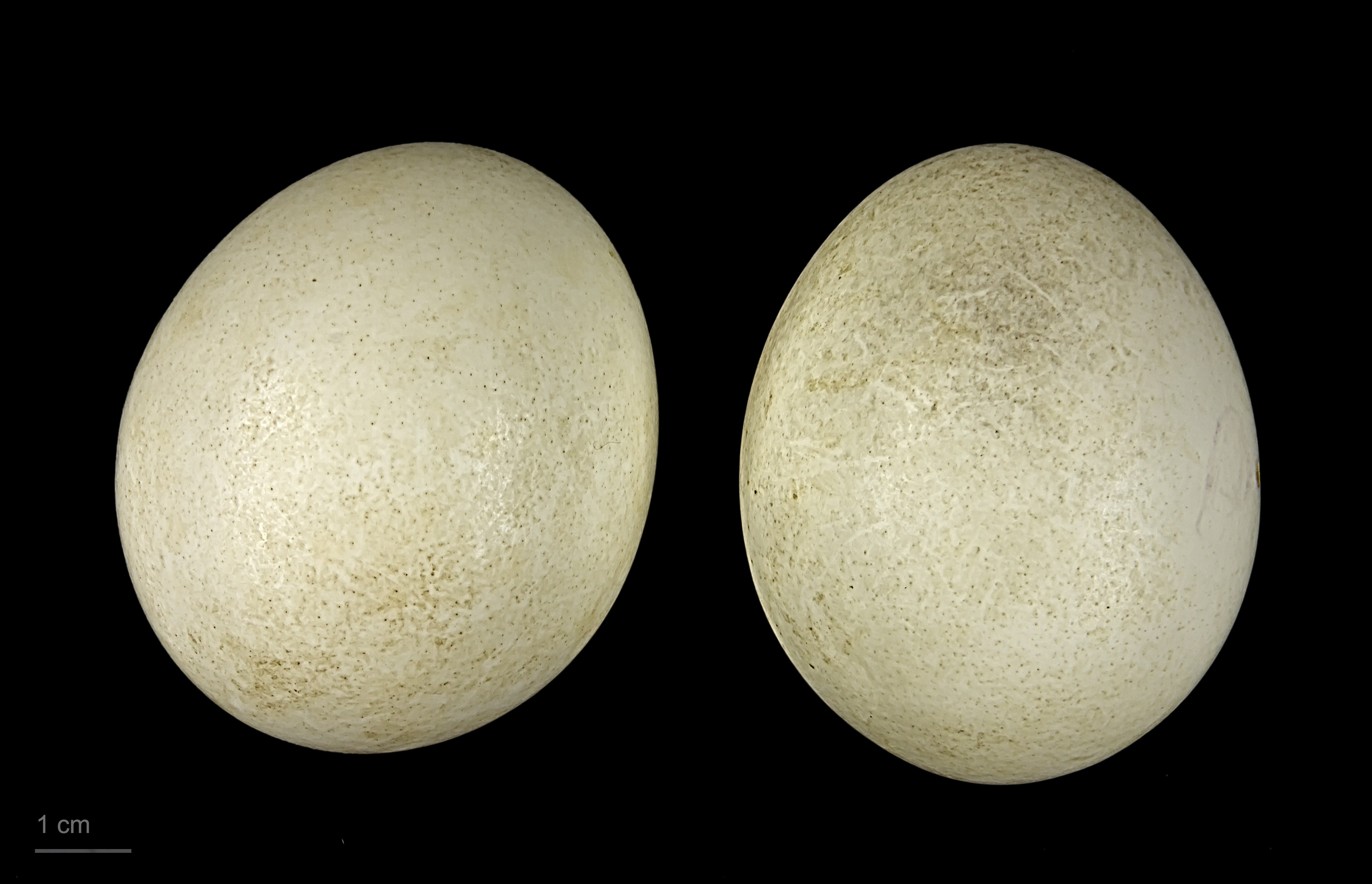
Jaja z kolekcji muzealnej

Zamieszkuje jeziora, bagna i stawy leśne. Zimuje głównie na wybrzeżach. Pokarm zdobywa pod wodą, nurkując z jej powierzchni. Chwyta ryby ząbkowanym i haczykowatym dziobem. Zjada również raki, ślimaki, żaby, owady, rośliny wodne i nasiona.
Gatunek monogamiczny. Gniazdo, wyściełane puchem i trawą zakłada zazwyczaj w wydrążonym pniu drzewa lub innym naturalnym zagłębieniu. Gniazdo znajduje się zazwyczaj w pobliżu wody i od 3 do 6 metrów nad ziemią. Samica składa 6–18 białych jaj, które wysiaduje przez 32–33 dni.

## Status
IUCN uznaje kapturnika za gatunek najmniejszej troski (LC, Least Concern) nieprzerwanie od 1988 roku. W 2020 roku organizacja Partners in Flight szacowała liczebność populacji na 1,1 miliona dorosłych osobników. Trend liczebności populacji jest uznawany za rosnący.